# 0.999...
في الرياضيات، التكرار العشري ...0.999 (يكتب في بعض الأحيان مع عدد أكثر أو أقل من التسعات قبل القطع النهائي، أو 0.9، أو (9).0، أو {\displaystyle \scriptstyle \mathbf {0} .\mathbf {\dot {9}} }) هو عدد حقيقي يساوي رقم واحد. وبعبارة أخرى، فإن رموز "...0.999" و "1" يمثلان نفس العدد. وقد وضِعت البراهين على هذه المساواة مع درجات متفاوتة من الصرامة الرياضية، مع مراعاة تقريب الأرقام الحقيقية، والافتراضات الاساسية، السياق التاريخي، والجمهور المستهدف.
ماعدا الصفر، فإن كل الأعداد المُنتهية عشرياً لديها توأم مساواي لها متمثل بالعدد المتكرر عشريا من التسعات (على سبيل المثال، 8.32 و...8.31999). المساواة بين...0.999 و 1 يرتبط ارتباطاً وثيقا بغياب العدد الموحل في الصغر في نظام العدد الحقيقي. مع وجود أنظمة عددية أخرى مثل الأعداد الحقيقية الفائقة تشابه نظام العدد الحقيقة في عدم احتوائها على العدد الموحل في الصغر. في مثل هذه الانطة العددية (والتي تمثل معظم أنظمة التحليل الرياضي) فان العدد...0.999 يُعبر عنه على أنه مساوي ل1، ولكن في الأنظمة العددية الأخرى، رمز "...0.999" يأخذ تعريفاً آخر حيث الرقم ذو العدد الغير متناهي من التسعات يخفق في الوصول إلى العدد 1 بفارق العدد الموحل بالصغر.
تم قبول المساواة بين...0.999 = 1 من قبل الرياضيين وأصبح جزءاً من التعليم الرياضي العام. لكن على الرغم من ذلك، تجد بعض الطلاب لاستغراب المساواة أو رفضها، وعادة ما تكون هناك صعوبة في إقناعهم بصحة هذه المساواة لذا فهي موضوع العديد من الدراسات في تعليم الرياضيات.

## براهين

### برهان جبري

#### الكسور والقسمة المطولة
أحد أسباب التي تجعل الاعداد العشرية اللانهائية تمثل امتداداً للعدد العشري المحدود هو لتمثيل الكسور. باستخدام القسمة المطولة، تقسيم بسيط من الأعداد الصحيحة مثل 1/9 تكون نتيجته عدد عشري متكرر، وهو...0.111. وبإستعمال ذلك يمكن إثبات التساوي كالتالي:
{\displaystyle {\begin{aligned}{\frac {1}{9}}&=0.111\dots \\9\times {\frac {1}{9}}&=9\times 0.111\dots \\1&=0.999\dots \end{aligned}}}

#### التلاعب بالارقام
عندما يتم ضرب عدد عشري بنسبة 10، فان الأرقام لاتتغير وإنما يتحرك كل رقم مرتبة واحدة إلى اليسار. وبالتالي 10 × ...0.999 يساوي...9.999، والذي هو أكبر ب 9 مرات من العدد الأصلي. يتم استعمال ماتقدم في المثال التالي:
{\displaystyle {\begin{aligned}x&=0.999\ldots \\10x&=9.999\ldots \\10x-x&=9.999\ldots -0.999\ldots \\9x&=9\\x&=1\\0.999\ldots &=1\end{aligned}}}

## برهان تحليلي
من خواص العدد الحقيقي المكتوب بالصيغة العشرية هي: ان يحوي على إشارة (موجب-سالب)، عدد محدد من الارقام التي تمثل العدد الصحيح، فارزة عشرية، وعدد من الأرقام تمثل تكون الكسر. ولأجل مناقشة...0.999 فاننا سنعرف العدد الصحيح من الرقم ب b0 وبالتالي يمكن تمثيل الرقم:
{\displaystyle b_{0}.b_{1}b_{2}b_{3}b_{4}b_{5}\dots .}
وهنا يجب التنبيه على ان الجزء الكسري من الرقم (مابعد الفارزة) غير «محدد» على عكس الجزء الصحيح من الرقم.

### السلاسل اللامتناهية والمتواليات
من أشهر الطرق الرياضية لتمثيل الرقم العشري المتوسع هي السلسلة اللانهائية وتكون كالتالي:
{\displaystyle b_{0}.b_{1}b_{2}b_{3}b_{4}\ldots =b_{0}+b_{1}\left({\tfrac {1}{10}}\right)+b_{2}\left({\tfrac {1}{10}}\right)^{2}+b_{3}\left({\tfrac {1}{10}}\right)^{3}+b_{4}\left({\tfrac {1}{10}}\right)^{4}+\cdots .}
بالنسبة...0.999 فانه يمكن استعمال نظرية المتسلسلة المتقاربة الخاصة بـالسلسلة الهندسية:
إذا كان {\displaystyle 1>|r|}
{\displaystyle ar+ar^{2}+ar^{3}+\cdots ={\frac {ar}{1-r}}}
وبما إن...0.999 يمكن تمثليها بالطريقة اعلاه كحاصل جمع مع نسبة مشتركة هي r = 1⁄10 يكون الإثبات:
{\displaystyle 0.999\ldots =9({\tfrac {1}{10}})+9({\tfrac {1}{10}})^{2}+9({\tfrac {1}{10}})^{3}+\cdots ={\frac {9({\tfrac {1}{10}})}{1-{\tfrac {1}{10}}}}=1}
ظهر هذا الإثبات على يد ليونهارت أويلر عام 1970م ي كتابه عناصر من الجبر.

خط الأعداد لكسور الرقم 4 (.3, .33, .333, ...) تتقارب إلى الواحد

المتتالية (x2, x1, x0, ...) لها نهاية متتالية x إذا كانت المساقة |x-xn| تصغر كلما زاد n، لذا فان...0.999=1 يمكن ان تفسر نفسها وتثبت كالتي:
{\displaystyle 0.999\ldots =\lim _{n\to \infty }0.\underbrace {99\ldots 9} _{n}=\lim _{n\to \infty }\sum _{k=1}^{n}{\frac {9}{10^{k}}}=\lim _{n\to \infty }\left(1-{\frac {1}{10^{n}}}\right)=1-\lim _{n\to \infty }{\frac {1}{10^{n}}}=1.\,}
الخطوة الأخيرة الـ1⁄10n إلى n عندما تقترب n من ال ∞ تعتمد على احتمالية ارخميدس للارقام الحقيقية. الطرق المعتمدة على المتتالية استطردت في شرح المسالة فمثلاً جاء في كتاب "The University Arithmetic" التالي: «+999. المستمر إلى المالانهاية =1 لان كل إالحاق للرقم 9 يجعل القيمة أقرب إلى 1». اما كتاب "Arithmetic for Schools" الصادر عام 1895 يقول: «عندما يؤخذ عدد كبير من التسعات؛ فان الفرق بين ال 1 و...999. يصبح قليلاً بشكل لايصدق».

### فترات متداخلة وأقل الحدود العليا

فترات متداخلة:1 = ...1.000 = ...0.222

إذا كان العدد الحقيقي x يقع في الفترة المغلقة [0, 10] (يعني ان العدد يساوي أو أكثر من 0 وأقل أو يساوي 10)، فلو أردنا تقسيم هذه الفترة إلى عشرة فترات تتقاطع فقط في نهايتها فان هذه الفترات العشرة ستكون [0, 1]، [1, 2]، [2, 3] حتى نصل للفترة [9, 10]. العدد x يجب ان ينتمي لأحد هذه الفترات بالضرورة، فلو إفترضنا انه ينتمي للفترة [2, 3]، هنا لنأخذ الرقم 2 ونقسمه إلى عشر فترات هي [2, 2.1]، [2.1, 2.2].... [2.9, 3]. بالإستمرار بهذه العملية سنحصل على عدد لامتناهي من المتتاليات للفترات المتداخلة، تُوصف من قبل عدد لامتناه من الأعداد b3، b2، b1، b0... لتكتب مثل:
{\displaystyle x=b_{0}.b_{1}b_{2}b_{3}\dots .}
بهذه الطريقة فان تعريف 1=..0.999 و 1=1.000 يعكسان على التوالي حقيقة ان 1 يقع في كلا الفترتين [0, 1] و [1, 2]، لذا فان للمرء ان يختار أي من هذين القترتين لإيجاد ارقامها. للتأكد بان هذا الترميز لا يفشل علامة التساوي "="، فإننا نحتاج لطريقة لإعادة بناء رقم مميز وحقيقي لكل رقم عشري. يمكن تحقيق ذلك باستعمال الحدود "limits".
الآن لتكن هناك فترات متقاطعة مغلقة يقل طولها تدريجياً هذه الفترات تحوي على رقم حقيقي واحد في تقاطعن. ولنعرف...b0.b1b2b3 على انه رقم مميز (ليس له مثيل) موجود في كل الفترات [b0, b0 + 1]، و[b0.b1, b0.b1 + 0.1] وهلم جراً. على هذا الاساس فليكن...0.999 هو رقمنا المميز وبالتالي فهو موجود في كل الفترات [0, 1]، [0.9, 1]، [0.99, 1] و [9..0.99, 1] ولكل متتالية محددة من التسعات. وبما ان ال 1 هو الرقم المشترك في كل تلك الفترات وبما إنا جعلنا...0.999 رقمنا المميز المشترك منذ البداية إذن 1=...0.999.
الاستعانة بنظرية الفترات المغلقة وبإستعمال مفهومها المعروف بأصغر الحدود العليا أو "suprema" يمكن الوصول لاثبات آخر لمسئلة تساوي ال...0.999، فلو عرفنا العدد...b0.b1b2b3 ليكون أصغر حد على للمجموعة { ...,b0, b0.b1, b0.b1b2}. فسيكون لنا ان نثبت بشكل ضمني بإن 1=...0.999. يقول توم أبوستول:

## إثباتات منإنشاء الأعداد الحقيقية
تعمل المناهج على تعريف الأعداد الحقيقية باعتبارها مبنية على الأعداد الكسرية. الأعداد الطبيعية (0، 1، 2...) تبدأ من 0 وتسمر للاعلى بحيث يكون لكل عدد رقم سابق "successor". الآن يمكنا ان نوسع الأعداد الطبيعية لجعلها تشمل أقرانها من الأرقام السالبة وبذلك نحصل على الأعداد الصحيحة. ولنقوم بتوسيع أكبر بحيث تشمل الأرقام الكسرية. أعداد النظام هذه مرتبطة ببعضها بالعمليات الحسابية الضرب، القسمة، الجمع، الطرح. إذن فان هذه الاعداد تتضمن ترتيب ونظام بحيث يمكن مقارنة رقم بآخر ونجد بانه أقل أو أكثر أو مساوي له.
الخطوة الكبيرة من الكسرية إلى الحقيقية، وهناك على الأقل طريقتان شهيرتان لتحقيق هذه الخطوة. تلكا الطريقاتان هما حد ديديكايند ومتتالية كوشي المنشورتان عام 1872. إثباتات 1=...0.999 التي تستعمل هذه الطرق غير موجودة في التحليل الحقيقي لكن بعض الكتاب وصفوا التعبير عن الفكرة باستخدام «طرق الإنشاء» بانها أكثر مناسبة منطقياً وان نتائج الإثباتات من خلالها تكون «مستقلة بذاتها» بشكل أكبر.

### حد ديديكايند
في حد ديديكايند، كل عدد حقيقي x يُعرف على إنه مجموعة غير منتهية من كل الأعداد الكسرية الأقل منه. فمثلاً العدد الحقيقي 1 هو مجموع كل الأعداد الكسرية الأقل من 1. كل توسع عشري موجب يُمكن حسابه بسهولة عن طريق حد ديديكايند وذلك بأخذ مجموعة من الأعداد الكسرية الأقل من مرحلة معينة من التوسع. وعلى هذا الأساس فإن...0.999 هو مجموعة من الأعداد الكسرية (لنسميها r) بحيث r < 0، أو r < 0.9 أو r < 0.99 أو r أصغر أعداد أخرى تمثل بالشكل:
{\displaystyle {\begin{aligned}1-\left({\tfrac {1}{10}}\right)^{n}\end{aligned}}}
كل عنصر من...0.999 هو أقل من 1، وبالتالي في عنصر للعدد الحقيقي 1. وبشكل عكسي فإن عنصر العدد 1 هو عدد كسري:
{\displaystyle {\begin{aligned}{\tfrac {a}{b}}<1\end{aligned}}}
وبالتالي:
{\displaystyle {\begin{aligned}{\tfrac {a}{b}}<1-\left({\tfrac {1}{10}}\right)^{b}\end{aligned}}}
وبما إن...0.999 و 1 لهما نفس العدد الكسري فهما إذن متساويان.
تعريف الأعداد الحقيقية كما هي موجودة في حد ديديكايند تم نشرها للمرة الأولى بوساطة ريتشارد ديدكايند عام 1872. العملية المستعملة أعلاه لإعطاء رقم حقيقي لكل توسع عُشري منقول من ورقة إيضاحية تحت مسمى «هل...0.999 =1؟» كتبها فريد ريجمان في مجلة رياضية موجهة للمدرسين في الجامعات ولطلابهم.

### متتالية كوشي
الطريقة الأخرى لتعريف الأعداد الحقيقية هو تعريفها على إنه نهاية "limit" لمتتالية كوشي للأعداد كسرية. طريقة إنشاء الأعداد الحقيقية هذه تستخدم ترتيب الأرقام الكسرية بطريقة اقل صراحة. أولا المسافة بين x و y تُعرفان القيمة المطلقة |x − y|، وهي قيمة موجبة دائماً. بعدها تُعرف الأعداد الحقيقية لتكون متتالية لأعداد كسرية لها خاصية متتالية كوشي باستعمال هذه المسافة. فلهذه المتتالية (x2, x1, x0, ...) ارتباط بين الأعداد الطبيعية والكسرية، فلأي عدد كسري موجب δ عدد N بحيث xm − xn| ≤ δ| لِكُل m, n > N. (المسافة بين الأطراف تصبح أقل من أي عدد موجب كسري).)
فإذا كانت (xn) و (yn) متتاليتا كوشي، فإنهما يُعرفان على إنهما متساويتان مثل الأعداد الحقيقية إذا كانت المتتالية (xn − yn) لها نهاية "limit" = صفر. فإذا كان العدد العُشري...b0.b1b2b3 الذي يُولد متتالية من الأعداد الكسرية لها خاصية كوشي؛ فإن هذا يمنحنا القدرة على تعريف قيمة العدد الحقيقي المساوية له. فعلى هذا الأساس تكون مهمتنا إثبات إن لهذه المتتاليتان:
{\displaystyle \left(1-0,1-{9 \over 10},1-{99 \over 100},\dots \right)=\left(1,{1 \over 10},{1 \over 100},\dots \right)}
لها نهاية = 0. باعتبار ان المتتالية مكونة مو n من الحدود بحيث n=1, 2, 3، فاننا يجب أن نعرف بأن:
{\displaystyle \lim _{n\rightarrow \infty }{\frac {1}{10^{n}}}=0.}
وهذه النهاية بسيطة  لأولئك الفاهمين لتعريف النهايات. وبالتالي فإن 1 =...0.999.
تعريف الأعداد الحقيقية كمتتالية كوشي نُشر للمرة الأولى من قبل كُلٌ من إيدوارد هاين وجورج كانتور بشكل منفصل عام 1872. التقريب للتوسع العُشري أعلاه المتضمن لإثبات 1 =...0.999، يستند لعمل Griffiths و Hilton المنشور عام 1970 تحت اسم "comprehensive textbook of classical mathematics: A contemporary interpretation". الكتاب أُنشئ خصيصاً لتقديم نظرة ثانية بطريقة عصرية للمفاهيم المعروفة.

## تعميم
نتيجة 1 =...0.999 تعمم ببساطة في طريقين، أولاً كل عدد (ماعدا الصفر) لهُ عدد محدد من الأرقام العُشرية (ينتهي بأصفار) يعادلهُ عدد مكافئ له ينتهي بتكرار التسعات. مثلاً...0.24999 يساوي 0.25.
ثانياً، النظرية تطبق ايضاً على النُظم العددية الأخرى. مثلاً في نظام العد الثنائي...0.111 يساوي 1 وفي نظام العد الثلاثي...0.222 يساوي 1. وكثيراً ماعمدت الأبحاث الرياضية لإثبات هكذا تساويات وعدم الأكتفاء بمثال...0.999.
عملية التساوي هذه تعمم أكثر لتحضر أيضاً في أنظمة الأرقام الموضعية غير القياسية، حيث إن هذه الانظمة تحوي أيضاً على عدة تمثيلات للعدد الواحد وبشكل معقد أكثر. مثلاً:
- في نظام العد الثلاثي المتزن فإن: 1/2= ...0.111 = ...1.111
- في نظام الرقم المضروب "factorial number system" فإن: 1 = ...1.000 = ...0.1234.

## استحالة وجود تمثيل وحيد للعدد
كل تلك الأنظمة العددية المذكورة أعلاه لها أكثر من تمثيل لبعض الأعداد الحقيقية ويُعزا ذلك للأختلاف الأساسي بين الأعداد الحقيقية كمجموعة مرتبة وكمجموعة مكونة من سلاسل لاحصر لها من الأرقام.